# Cortinarius mucosus
Cortinarius mucosus (Pierre Bulliard, 1792 ex Jean Kickx, 1867) din încrengătura Basidiomycota, în familia Cortinariaceae și de genul Cortinarius, este o specie de ciuperci comestibile răspândită și regional frecventă, care coabitează, fiind un simbiont micoriza (formează micorize pe rădăcinile arborilor). O denumire populară nu este cunoscută. În România, Basarabia și Bucovina de Nord trăiește solitar sau în grupuri mai mari sau mai mici, preferat pe sol acru și nisipos, preponderent în păduri mixte. Intră în simbioză cu pini și mesteceni. Specia se găsește și prin bărăgan pe lângă arborii ei preferați. Timpul apariției este din (august) septembrie până în noiembrie.

## Taxonomie

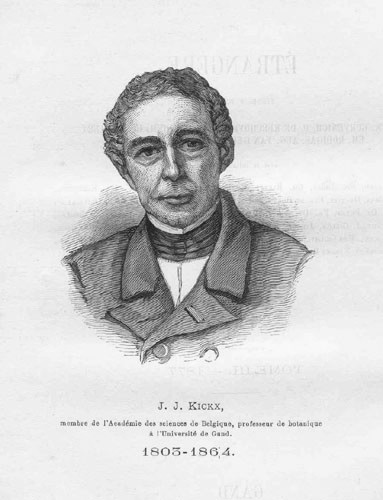
Jean Kickx

Numele binomial Agaricus mucosus a fost determinat de renumitul naturalist francez Pierre Bulliard în volumul 12 al marii sale opere Herbier de la France ou, Collection complette des plantes indigenes de ce royaume avec leurs propriétés, et leurs usages en medecine din 1792,
Faimosul savant Elias Magnus Fries a descris în urmă o variație, anume Agaricus collinitus var. mucosus (1821), transferând-o apoi la genul Cortinarius sub păstrarea epitetului (1838), referitor la descrierea lui Bulliard.
Apoi, micologul belgian Jean Kickx (1803-1864) a transferat specia descrisă de Bulliard la genul la genul Cortinarius sub păstrarea epitetului în volumul 1 al operei sale Flore cryptogamique des Flandres (înainte de 1855, publicată postum de fiul său Jean Jacques Kickx în 1867), fiind numele curent valabil (2022).
În sfârșit, în 1871, cunoscutul micolog german Paul Kummer a descris specia sub denumirea Myxacium mucosum pe baza lucrării lui Bulliard în opera sa principală Der Führer in die Pilzkunde: Anleitung zum methodischen, leichten und sicheren Bestimmen der in Deutschland vorkommenden Pilze mit Ausnahme der Schimmel- und allzu winzigen Schleim- und Kern-Pilzchen din 1871.  Alți taxoni acceptați nu sunt cunoscuți.
Epitetul specific este derivat din cuvântul latin (latină mucosus=cleios, mucos, mucegăit, datorită învelișului mucos care acoperă pălăria și tulpina.

## Descriere

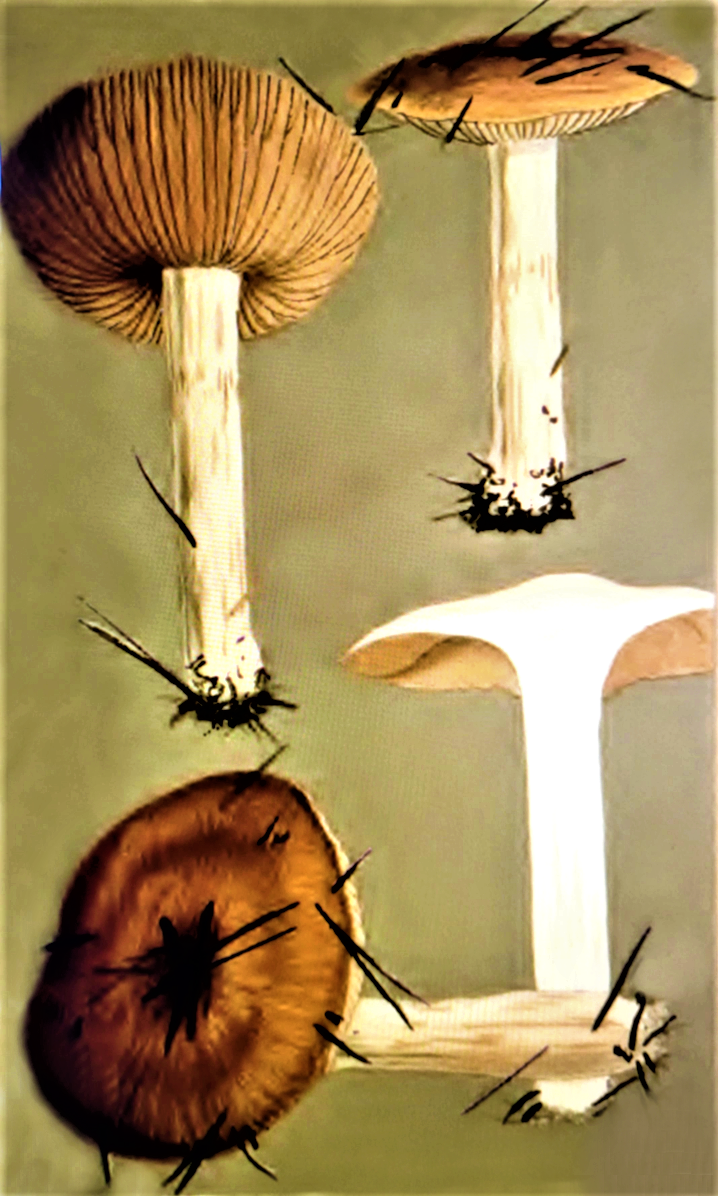
Cooke - Cortinarius mucosus

- Pălăria: cărnoasă și destul de fermă cu un diametru de 4-10 (14) cm este inițial semisferică cu marginea pentru mult timp răsucită spre interior, dar se întinde rapid, devenind convexă și în vârstă aproape plată, fără cocoașă. Cuticula este netedă, glabră, strălucitoare, puternic vâscoasă, în special în tinerețea buretelui, iar pe vreme uscată de lungă durată lucioasă și lipicioasă. Coloritul tinde între galben-portocaliu, brun-portocaliu și ruginiu cu centrul mai întunecat, devenind la bătrânețe gri-brun închis și având adesea în jurul marginii o bordură mai deschisă, chiar albicioasă.
- Lamelele: apropiate, aproape aglomerate sunt subțiri, cu lameluțe intercalate și bifurcate, bombat aderate la picior, fiind învăluite la început de o cortină albă și vâscoasă, formată din fibre foarte fine ca păienjeniș, resturile vălului parțial. Coloritul la început gălbui, apoi ocru, devine cu avansarea în vârstă ruginiu până brun de scorțișoară. Muchiile netede sunt de aceiași culoare.
- Piciorul: robust și plin pe dinăuntru cu o înălțime de 5-10 (15) cm și o grosime de 1,5-2,5 (3) cm, de formă cilindrică sau conică este uneori ușor îngroșat la bază. Nu prezintă un inel veritabil ci doar un cordon subțire în primul sfert al tijei, un rest al vălului parțial, colorat cu timpul brun, datorită pulberii de spori. Suprafața este albă și mătăsoasă, rămânând spre vârf făinoasă sau presărată cu solzi fini, fiind mai presus de toate în stadiu tânăr acoperită de un strat lipicios de mucilagiu, dar în cele din urmă mai mult sau mai puțin uscat ca și pe vreme uscată de lungă durată. La bătrânețe capătă fibrile ruginii longitudinale.
- Carnea: destul de groasă și fermă este în pălărie albă și în picior uneori mai mult sau mai puțin brun-gălbuie. Odată tăiată nu se decolorează. Mirosul este imperceptibil și gustul blând, dar neutru, nesemnificativ.[3][4]
- Caracteristici microscopice: are spori colorați ocru-gălbui, slab fuziformi până în formă de lămâie de obicei cu un umbo apical pronunțat și o depresiune suprahilară, pe suprafață grosier aspri până verucoși, cu o mărime medie de 11,5-13,7 x 4,9-5,8 microni. Pulberea lor este brun-ruginie. Basidiile clavate poartă 4 sterigme fiecare cu o conexiune bazală cu cleme și de obicei cu o incluziune citoplasmatică refractivă mare și una sau mai multe mai mici, măsoară 36-44 x 9,3-11,2 microni. Pileocistidele (elemente sterile de pe suprafața pălăriei) în stratul superior de hife (numit ixocutis) acoperă un subcutanat subțire, cu strat gelatinos variind de la 25 µm adâncime lângă marginea pălăriei până la 170 µm adâncime în apropierea centrului, hifele purtând conexiuni cu cleme. Cheilocistidele (elemente sterile situate pe muchia lamelor) formează margini sterile continue, clavate, cu o conexiuni bazale cu cleme abundente, cu puține sau fără incluziuni citoplasmatice vizibile în apă, sau KOH, măsurând 18-34 x 8,3-12,5 microni. Pleurocistidele (elemente sterile situate în himenul de pe fețele lamelor) lipsesc.[11]
- Reacții chimice: cuticula se decolorează cu hidroxid de potasiu roșu-negricios.[12]

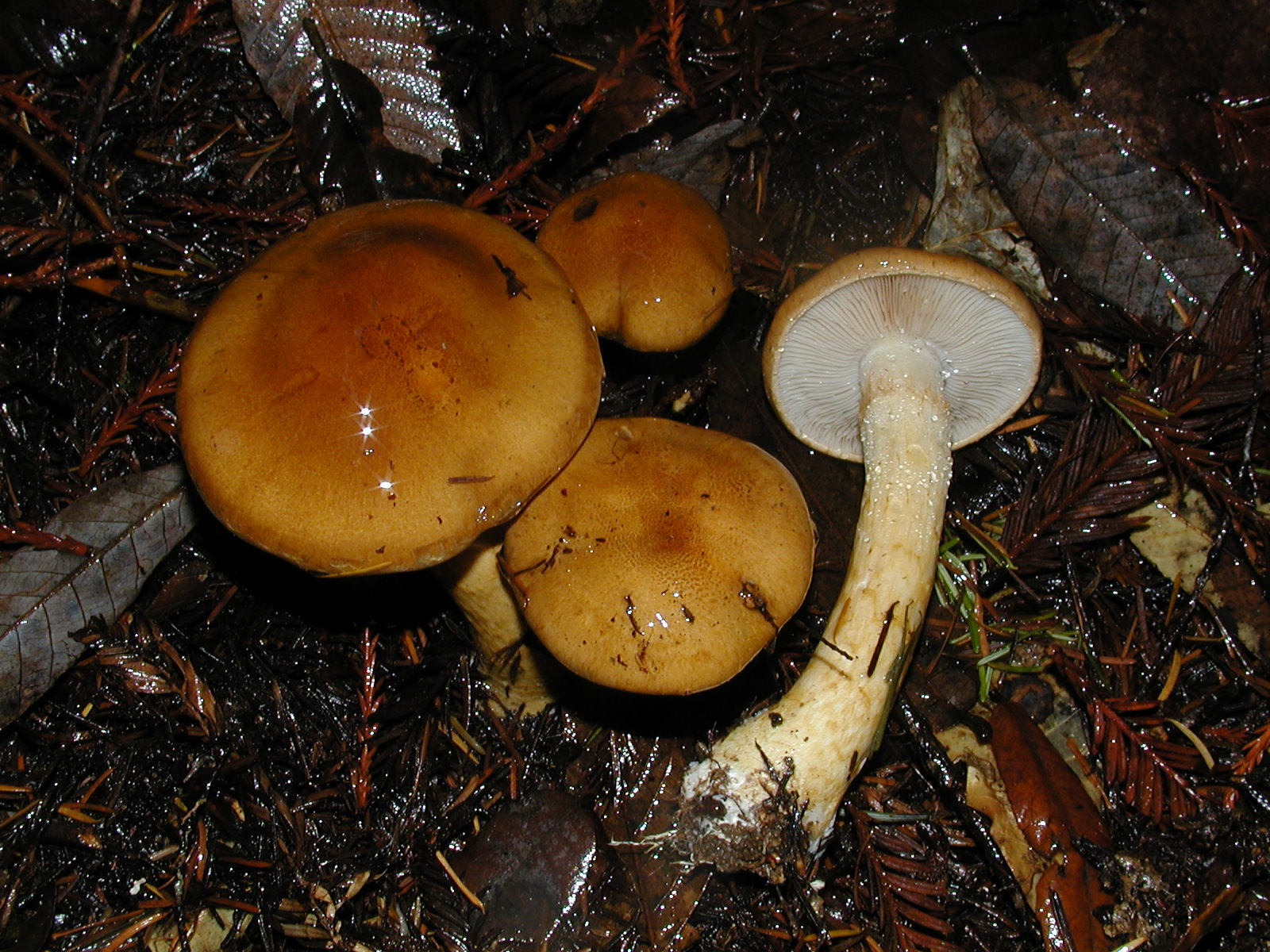
C. mucosus, spori
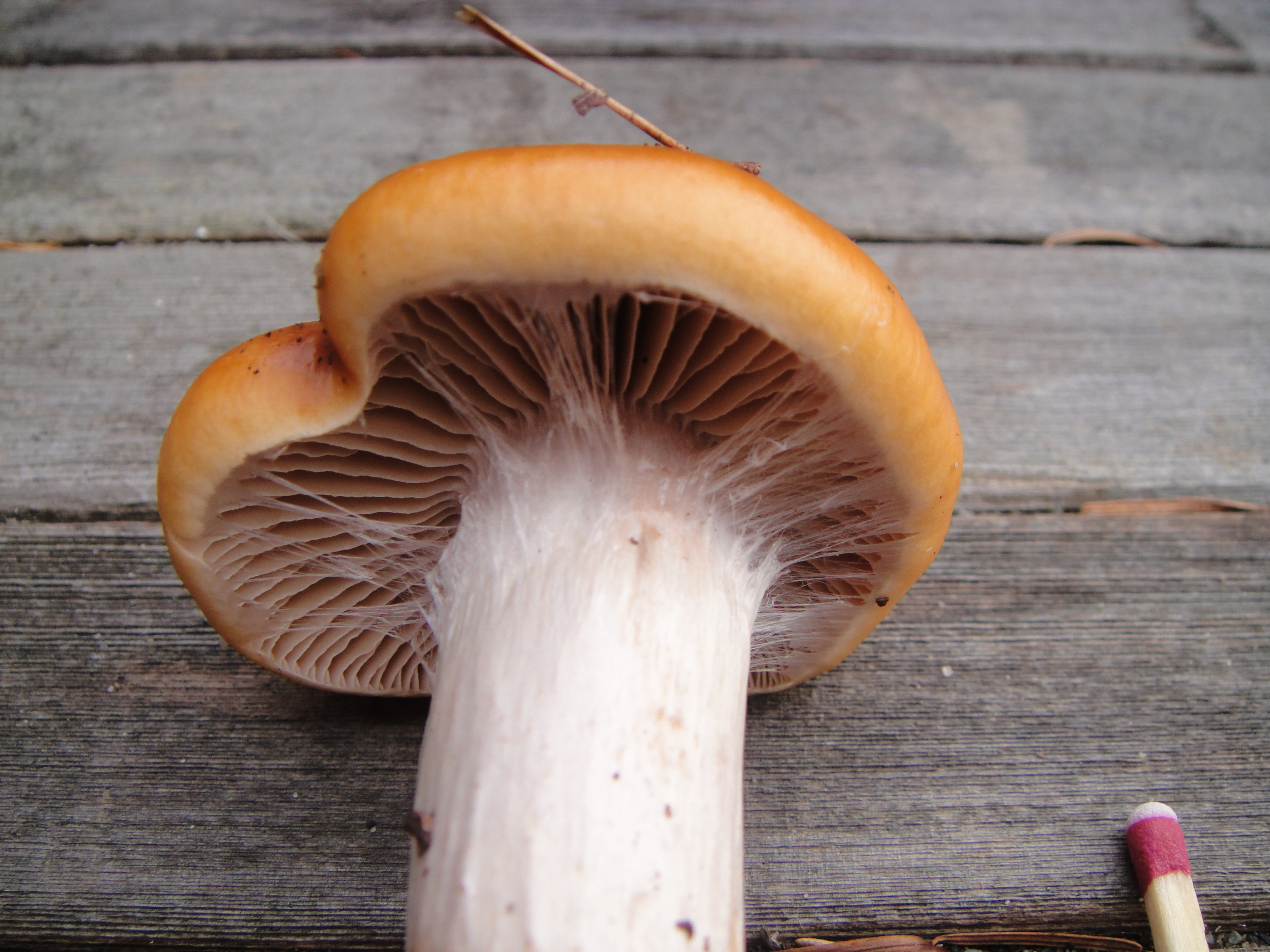
C. mucosus, lamele
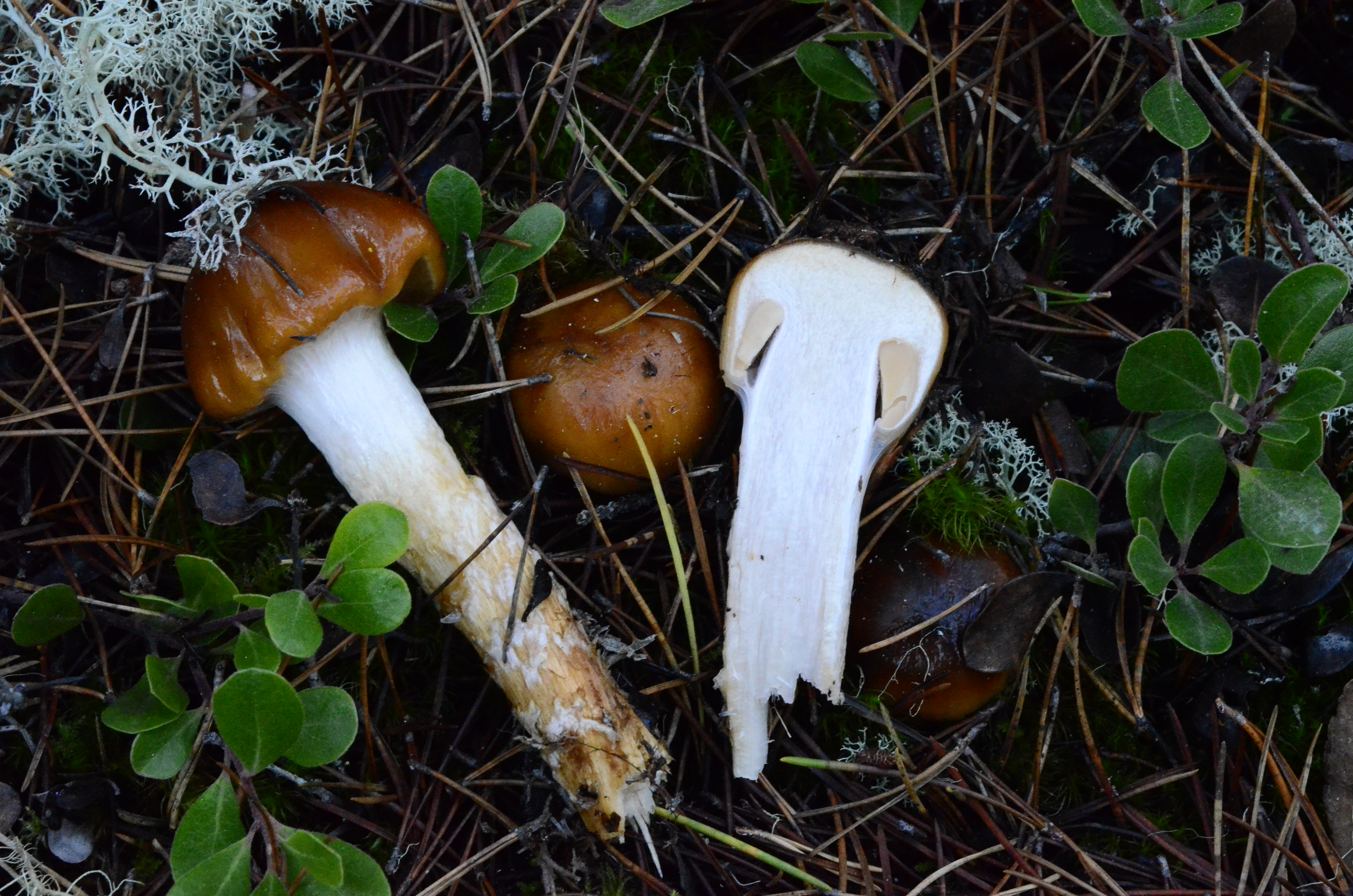
C. mucosus tineri + secțiune longitudinală
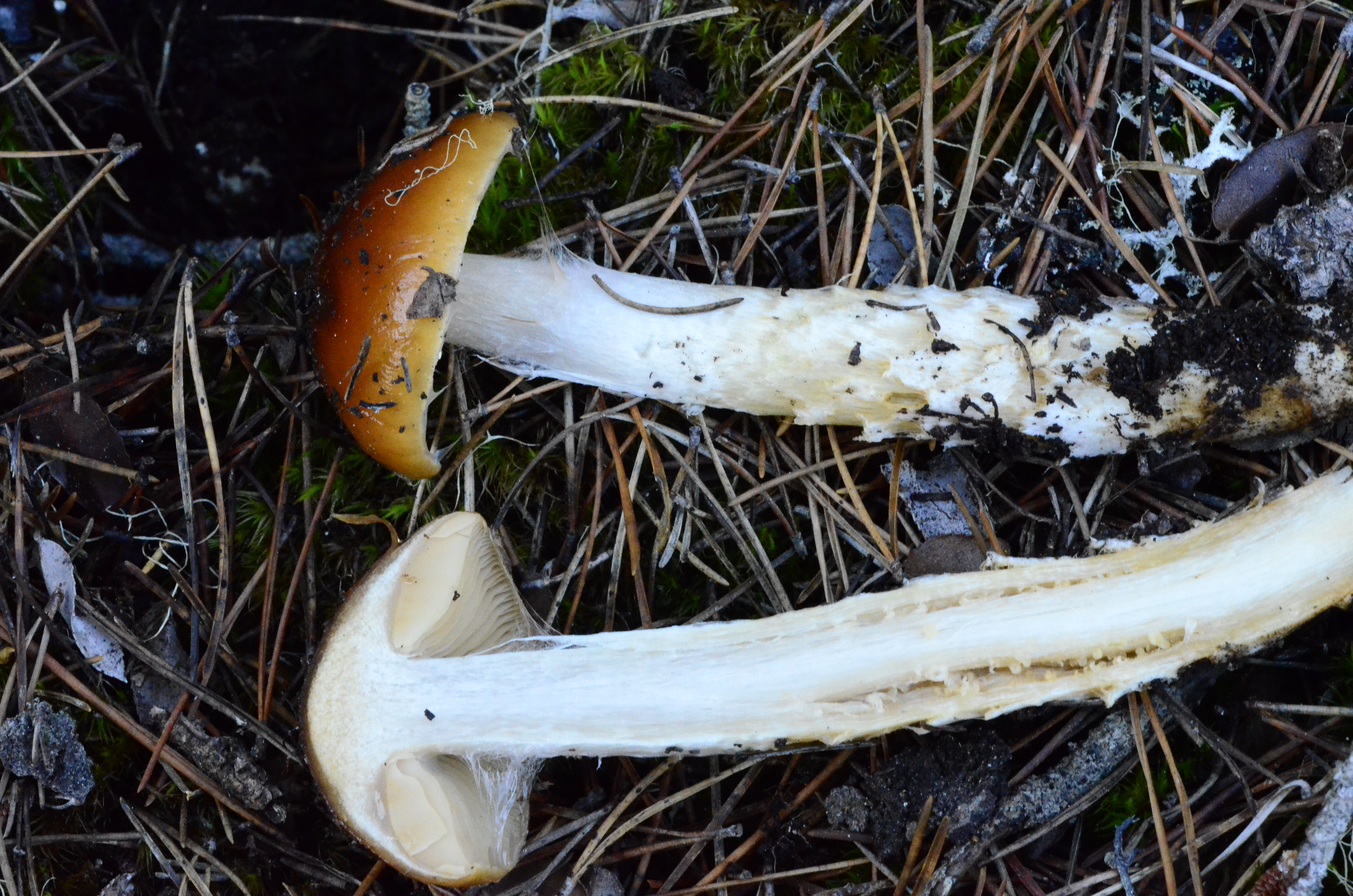
C. mucosus maturi: picior + secțiune longitudinală
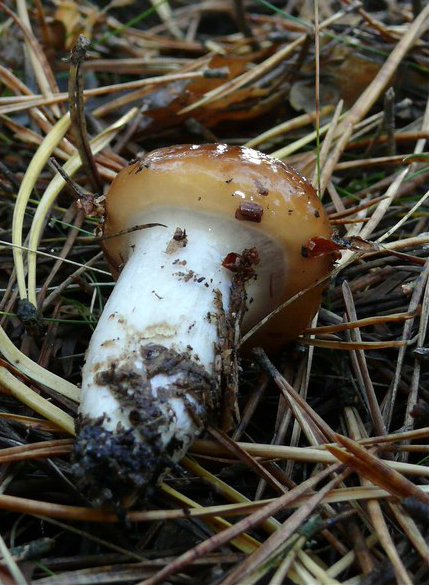
C. mucosus foarte tânăr
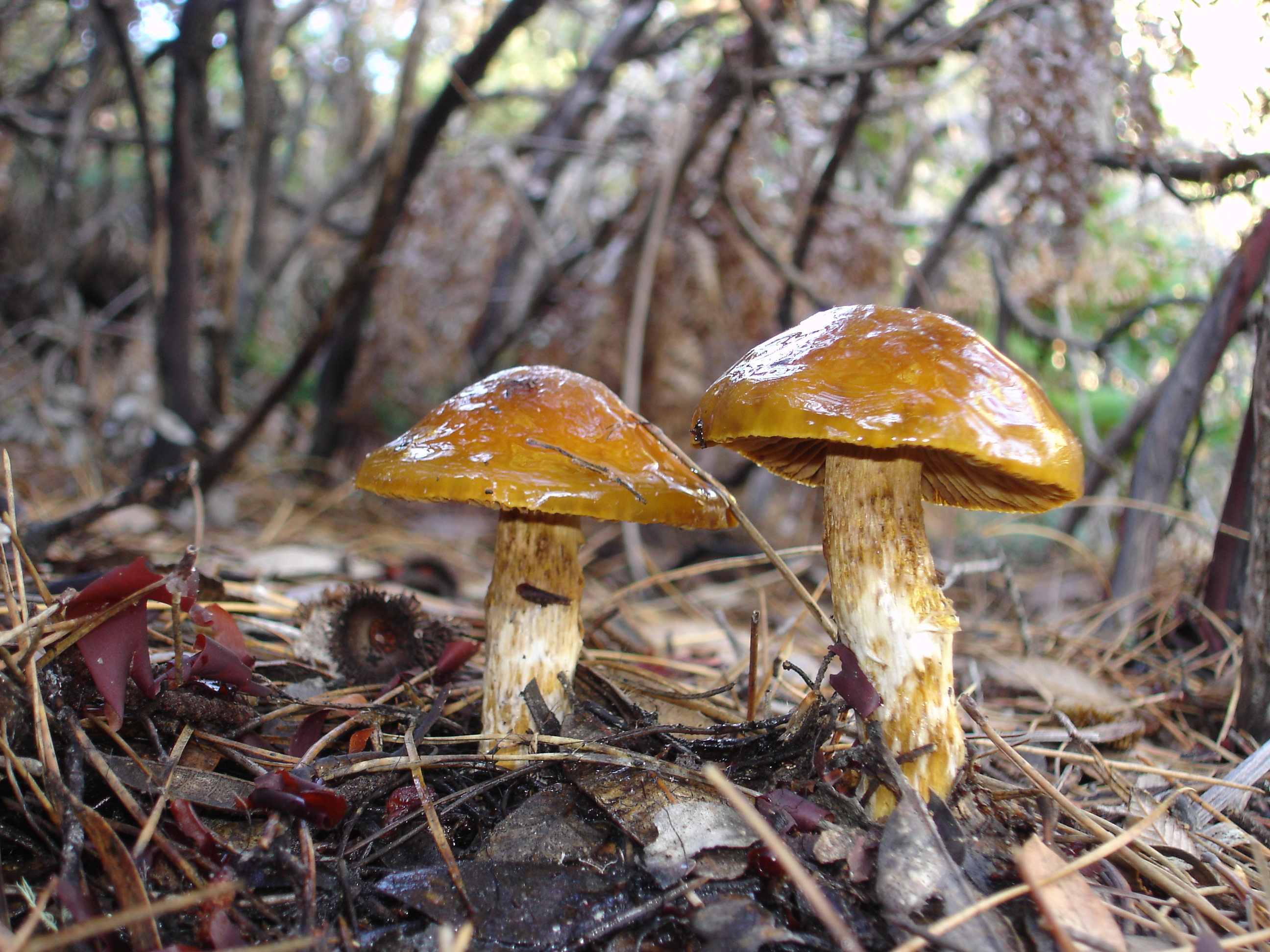
C. mucosus mai bătrâni

## Confuzii
Cortinarius mucosus poate fi confundat de exemplu cu Cortinarius allutus (comestibil), Cortinarius collinitus (comestibil), Cortinarius delibutus (comestibil), Cortinarius elatior (comestibil), Cortinarius elegantior (comestibil), Cortinarius infractus (necomestibil, foarte amar), Cortinarius livido-ochraceus (comestibil), Cortinarius mucifluus (comestibil), Cortinarius multiformis (comestibil, lamele inițial albicioase, apoi cenușii până la maroniu-roșcate și piciorul inițial albicios, apoi ocru deschis), Cortinarius percomis (comestibil), Cortinarius sebaceus (comestibil, lamele inițial albicioase, apoi de colorit ocru până la maroniu deschis și picior alb-mătăsos), Cortinarius splendens (posibil letal),  Cortinarius stillatitius (comestibil), Cortinarius trivialis (necomestibil), Cortinarius turmalis (comestibil, miros ceva fistichiu ca de drojdie sau de lapte acru, gust blând), Cortinarius varius (comestibil) sau Cortinarius vibratilis (necomestibil, lamele alb-gălbuie la început, apoi maroniu-roșcate și picior alb, inițial acoperit de un văl lipicios, foarte amar).

## Specii asemănătoare în imagini

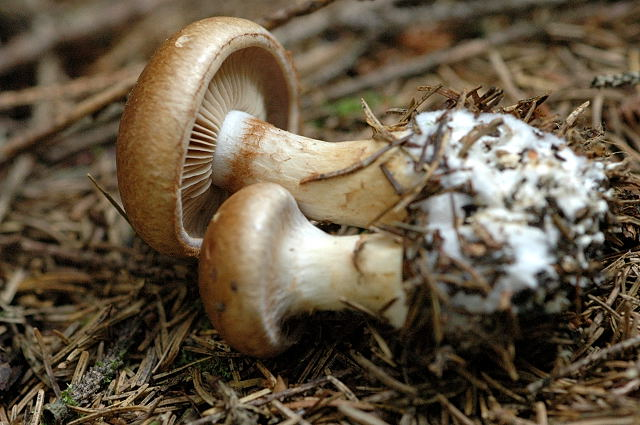
Cortinarius allutus
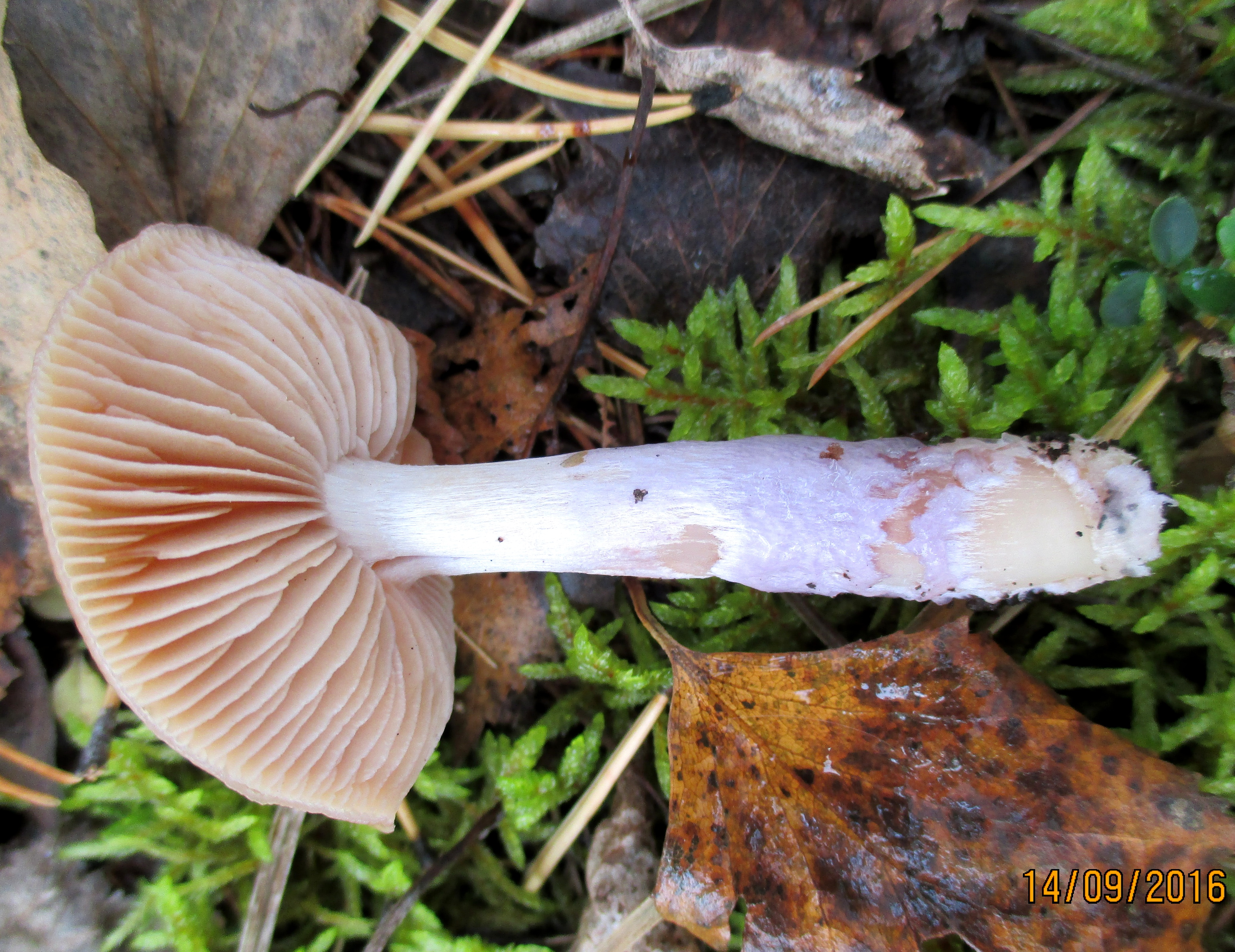
Cortinarius collinitus
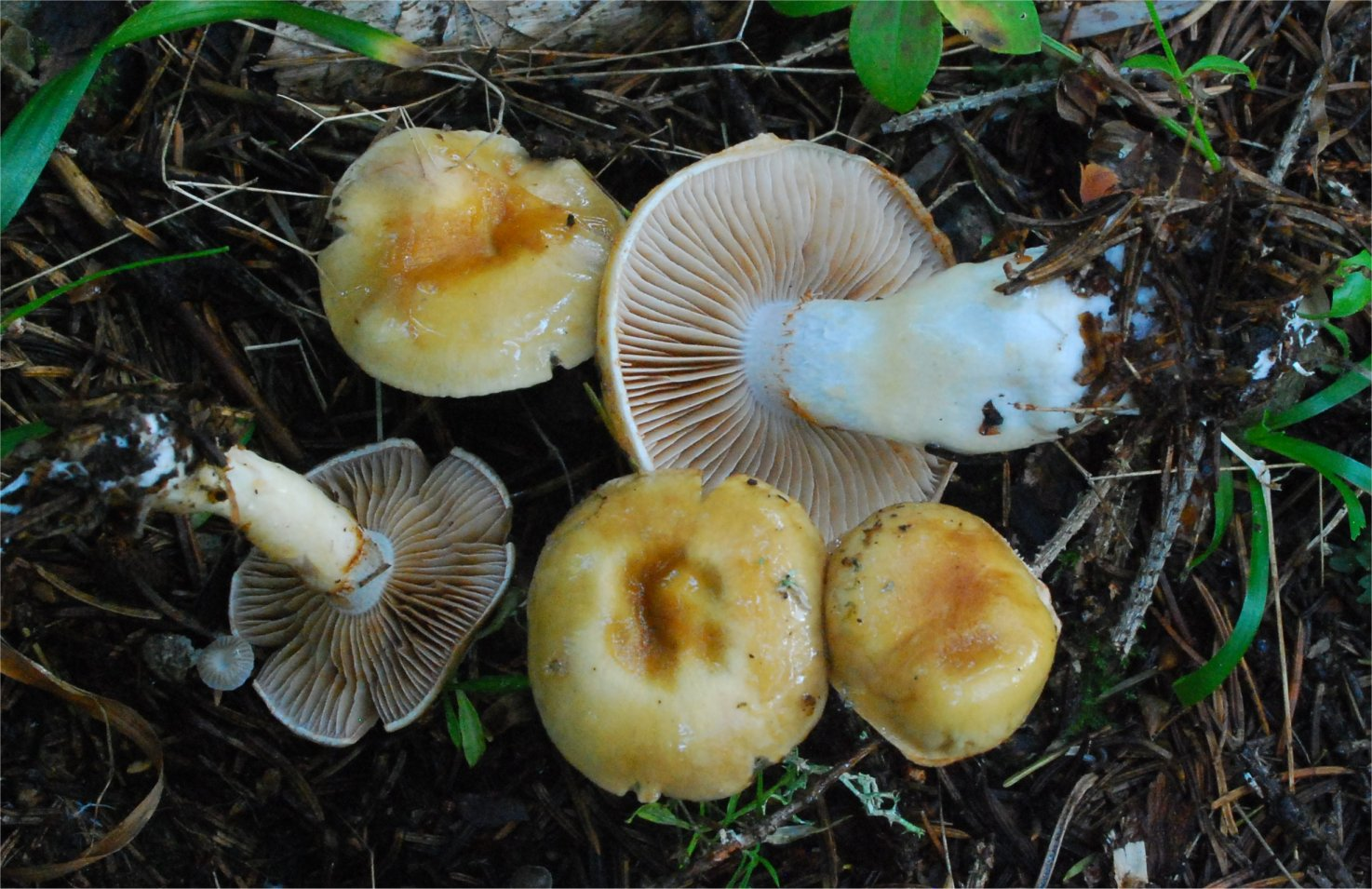
Cortinarius delibutus
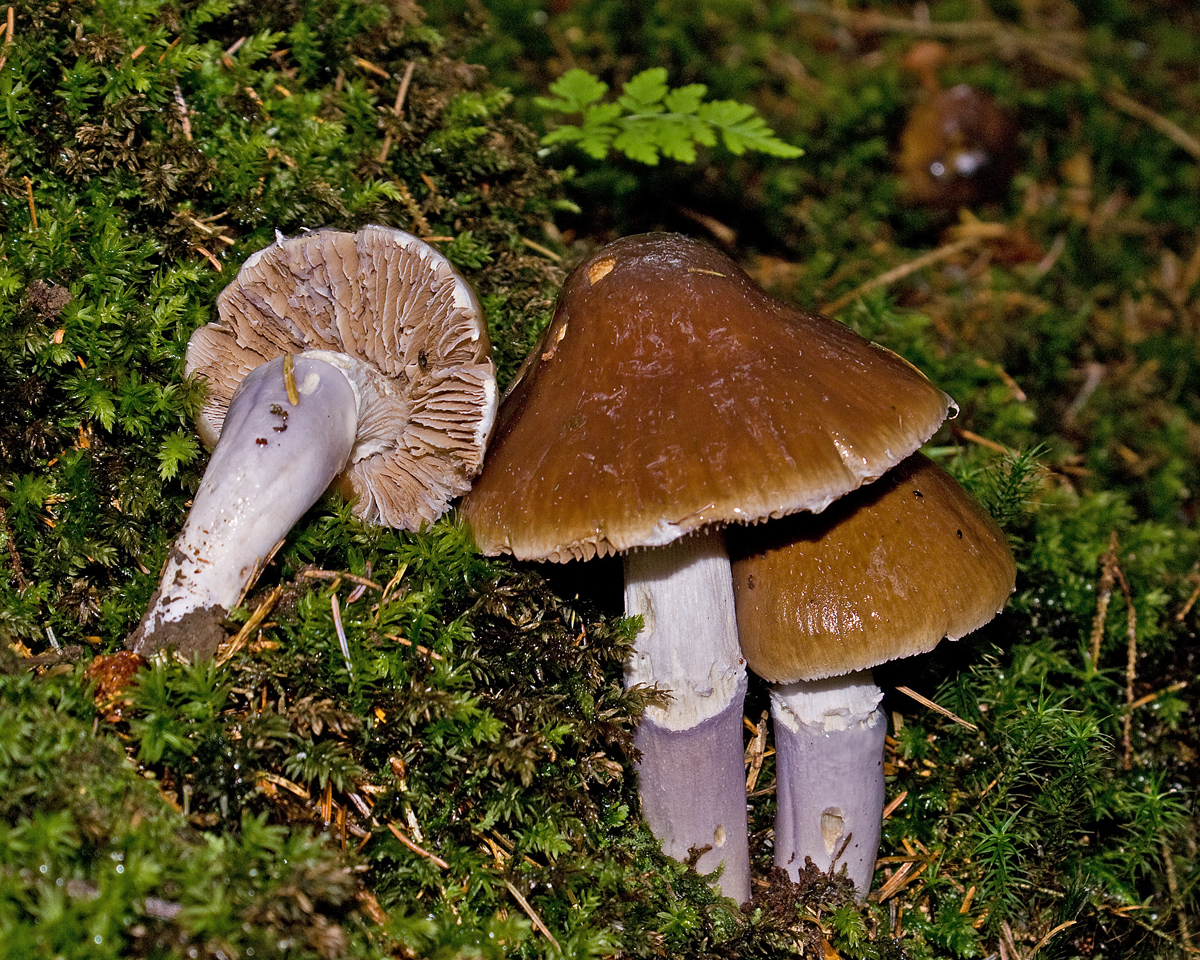
Cortinarius elatior
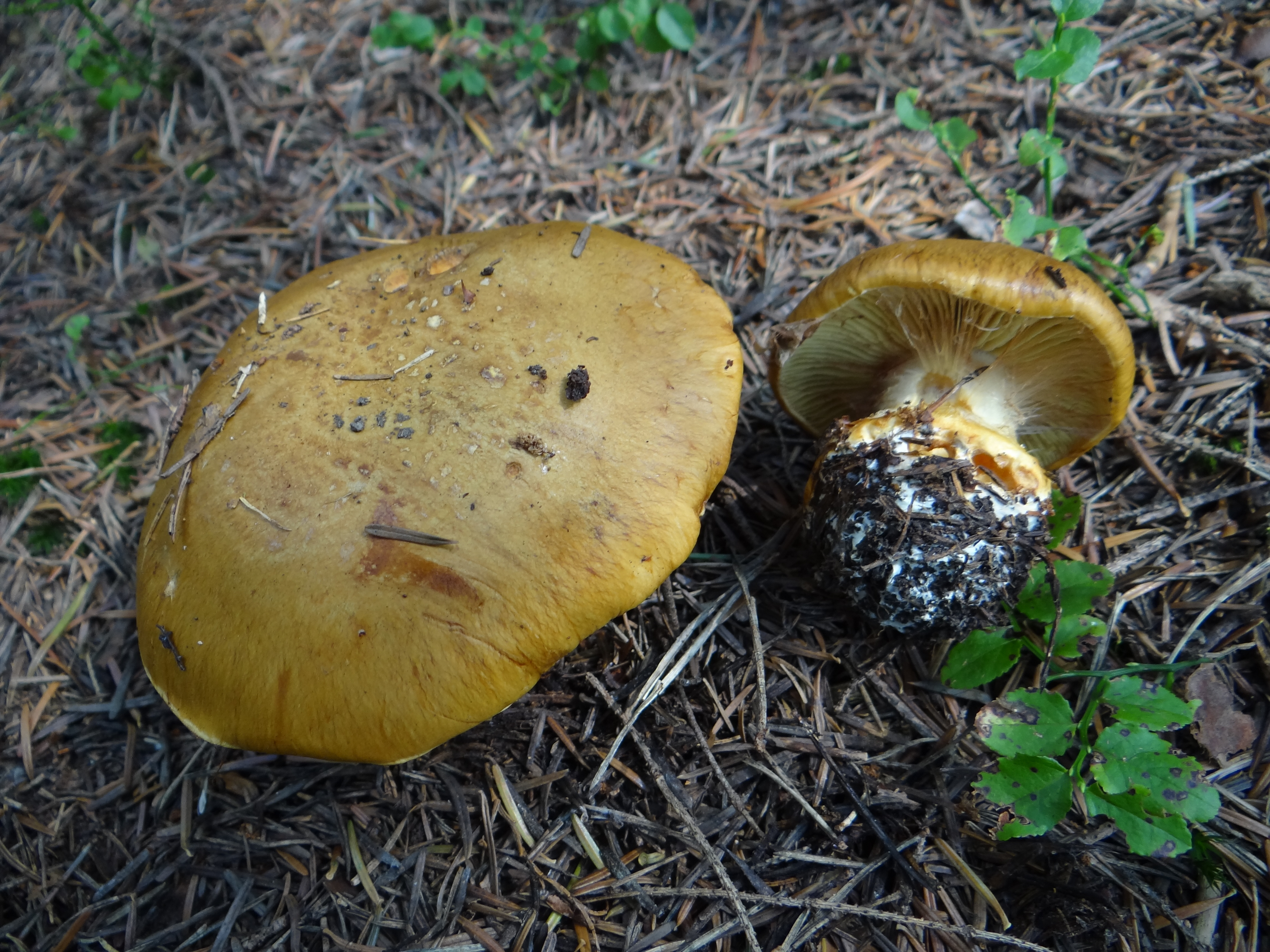
Cortinarius elegantior

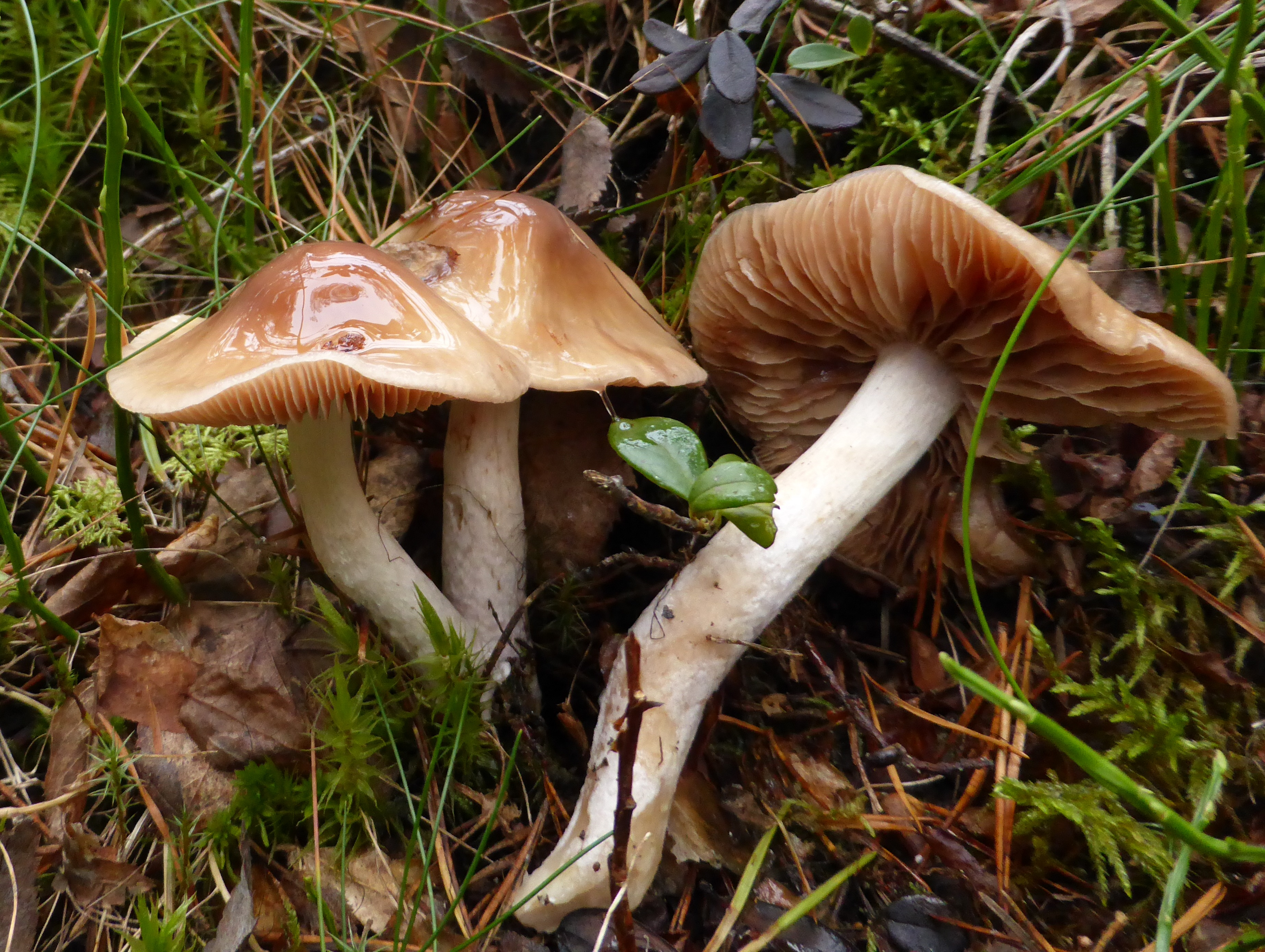
Cortinarius mucifluus
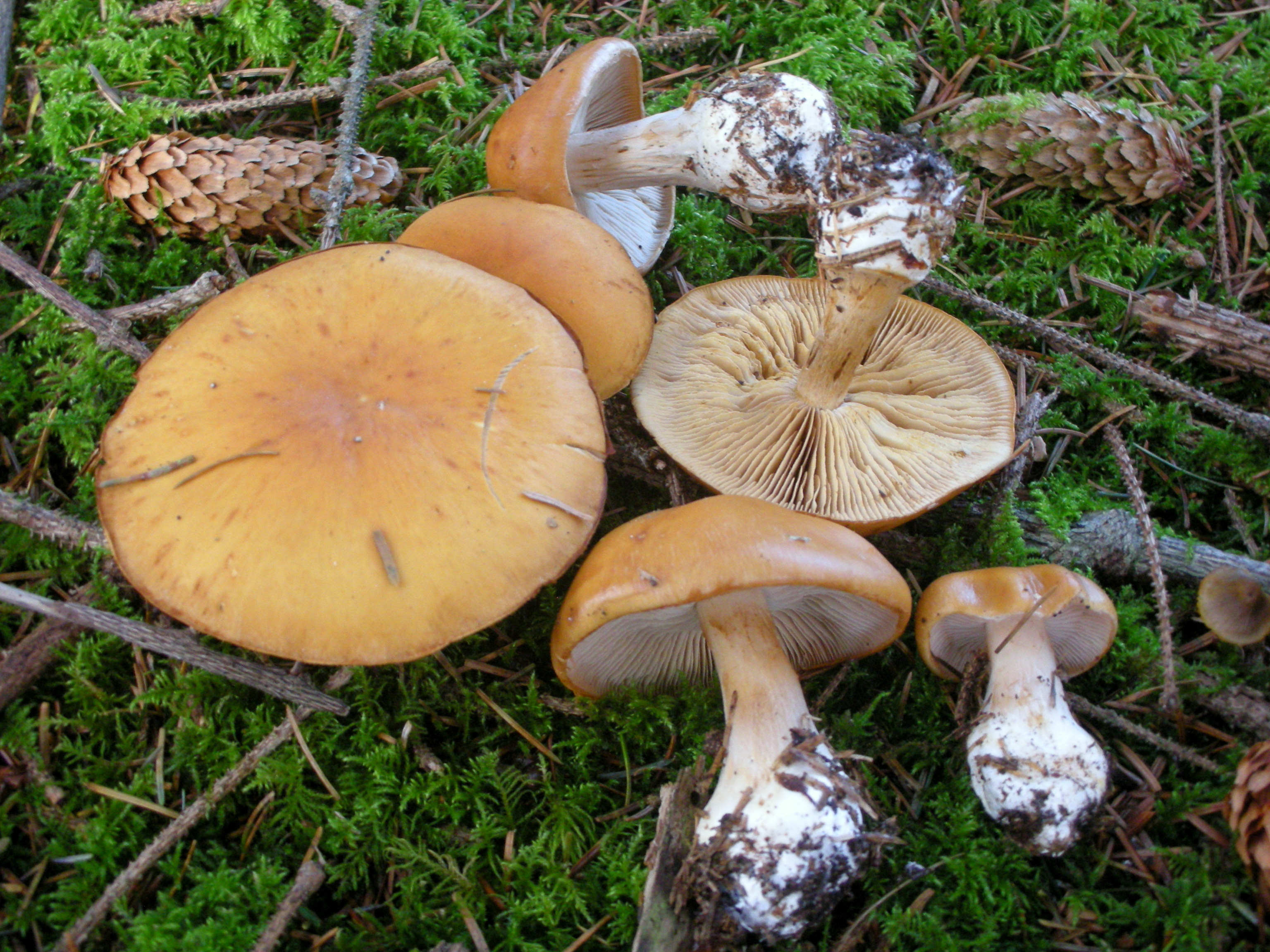
Cortinarius multiformis
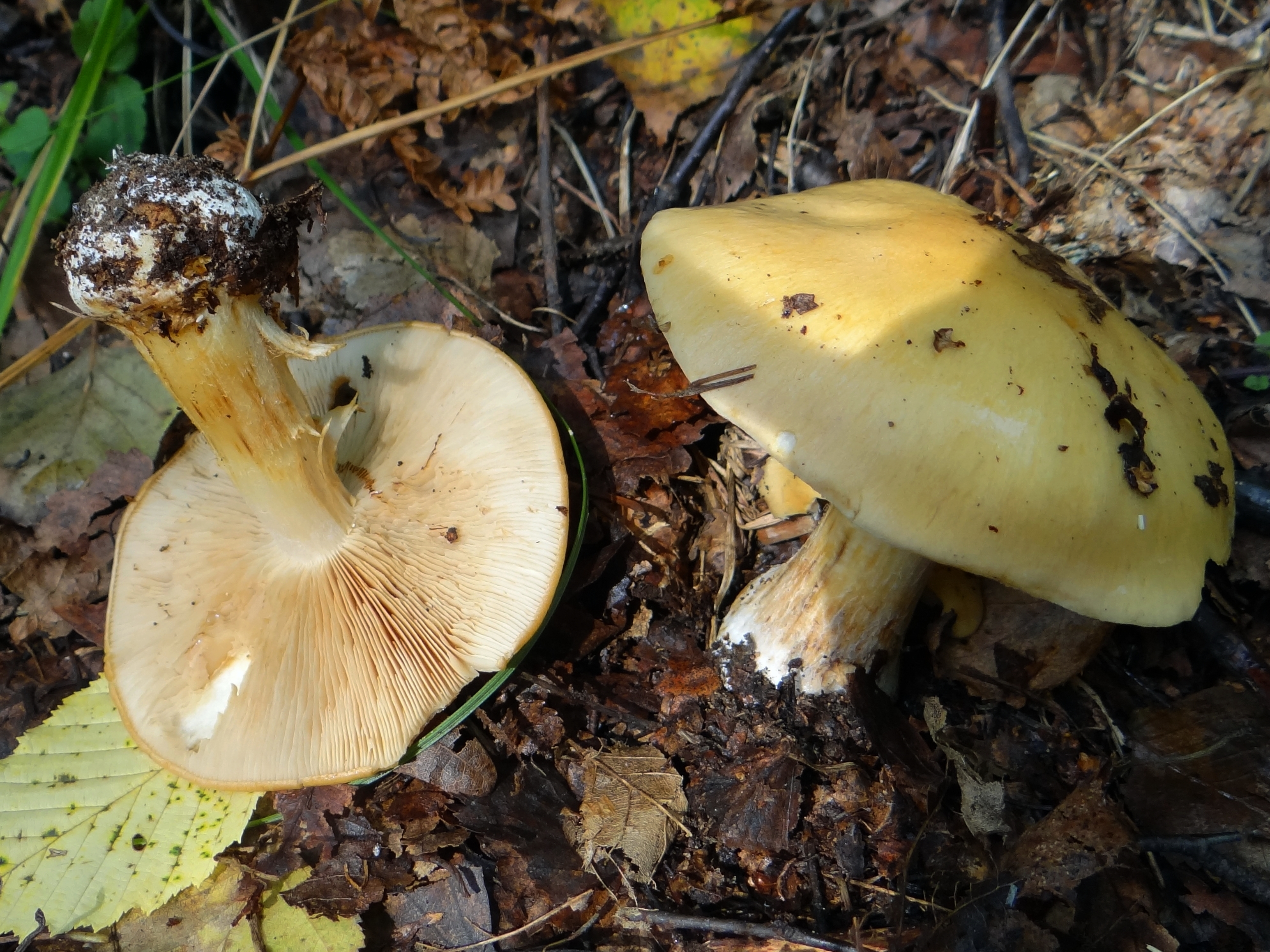
Cortinarius percomis
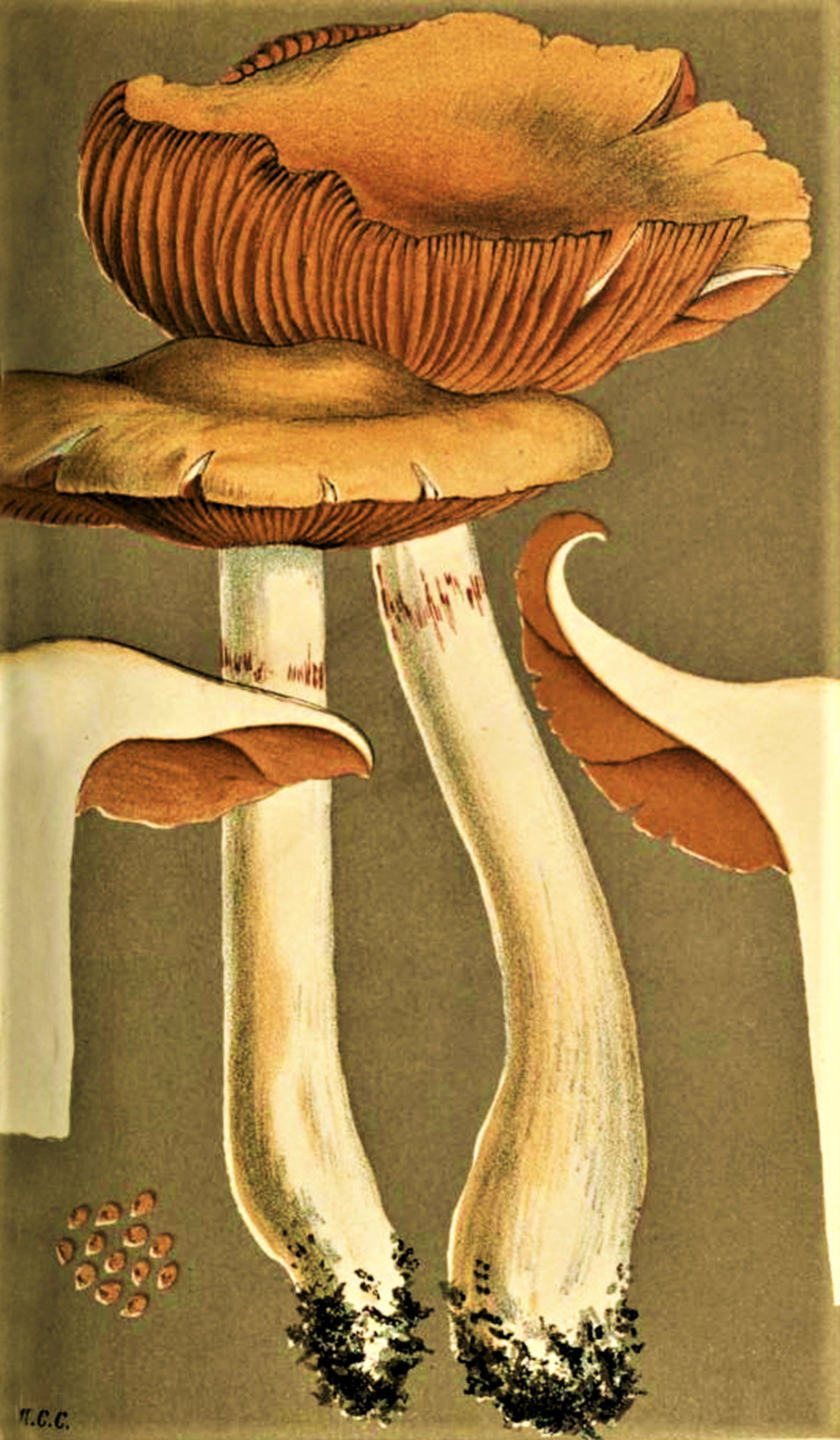
Cortinarius sebaceus
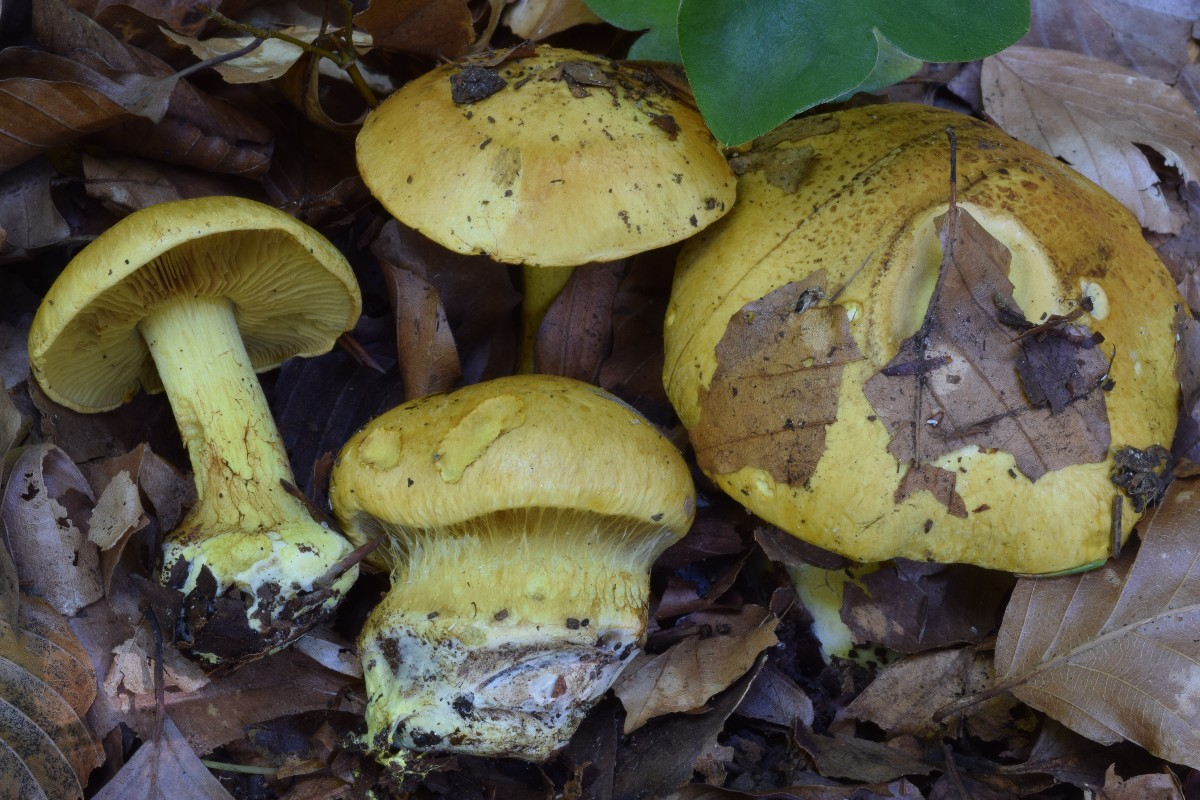
!!Cortinarius splendens!!

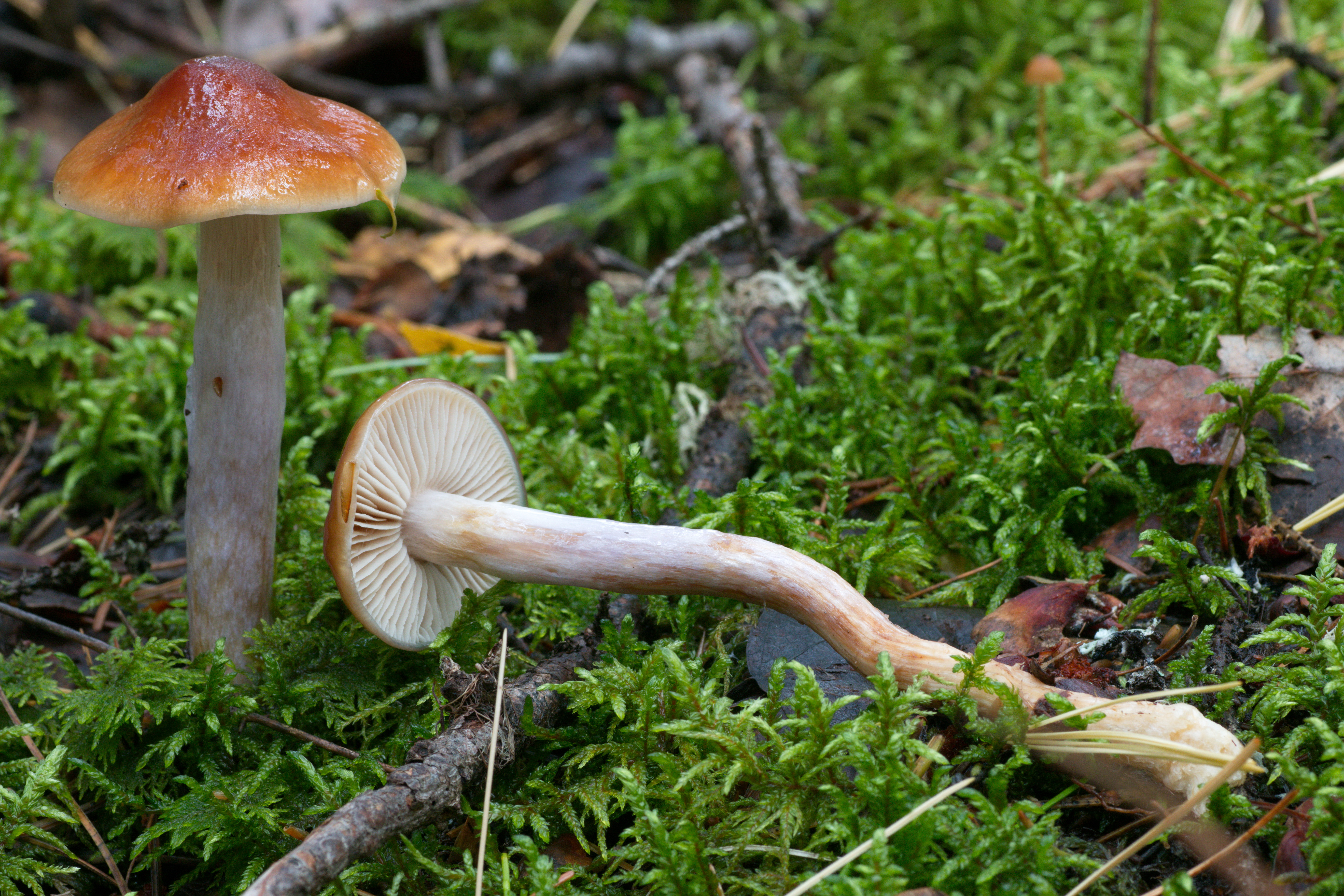
Cortinarius stillatitius
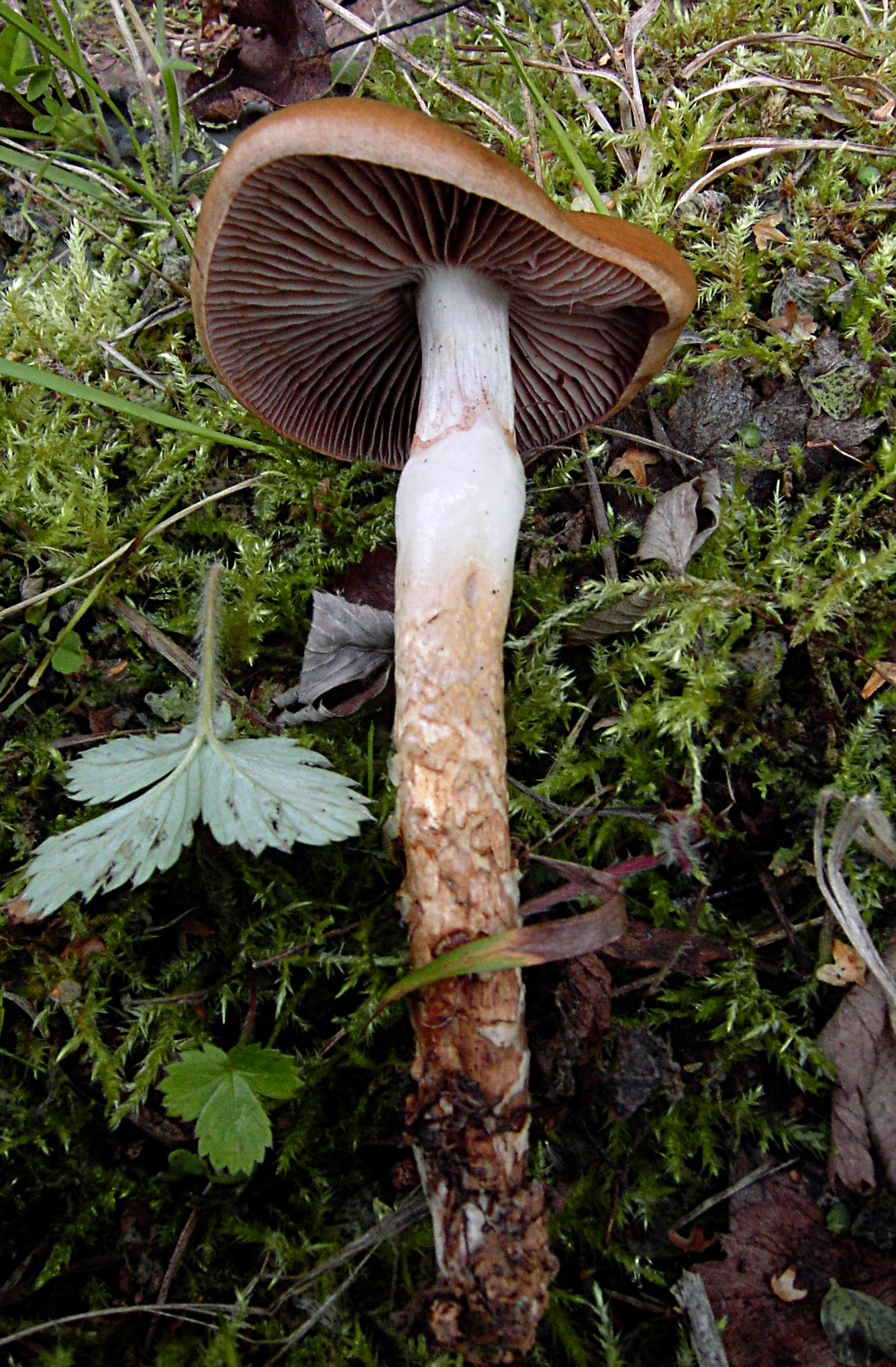
!Cortinarius trivialis!
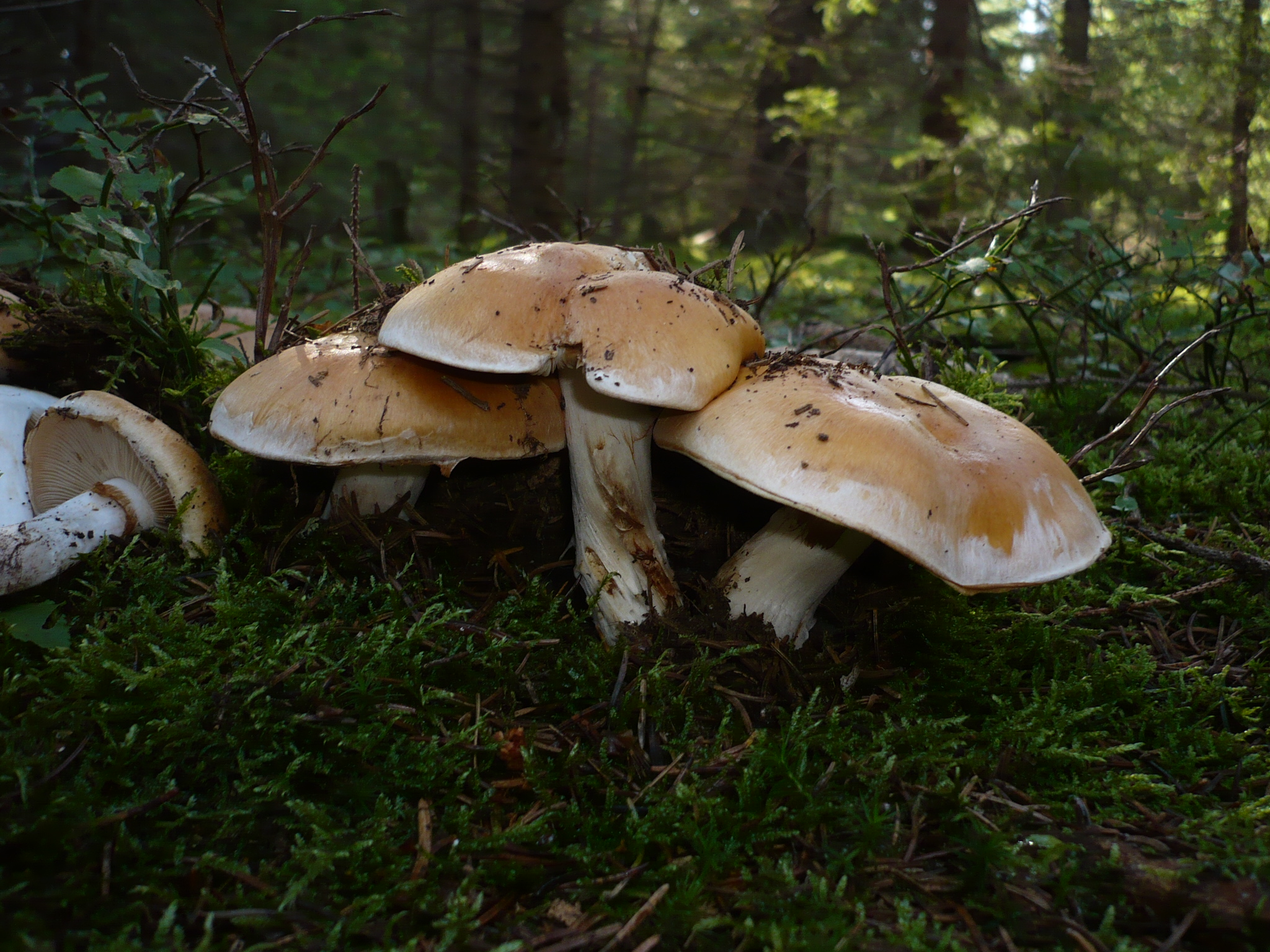
Cortinarus turmalis
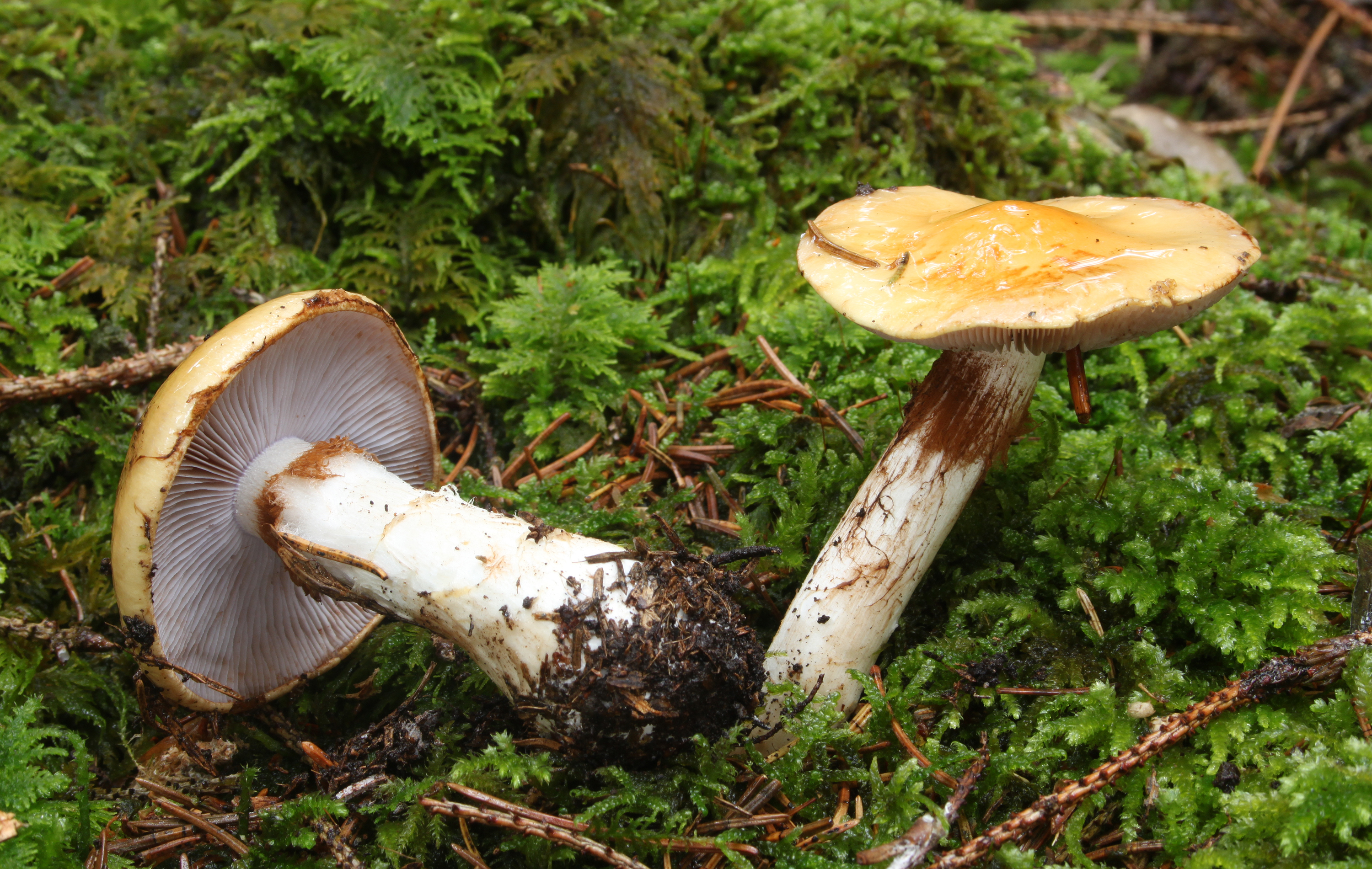
Cortinarius varius
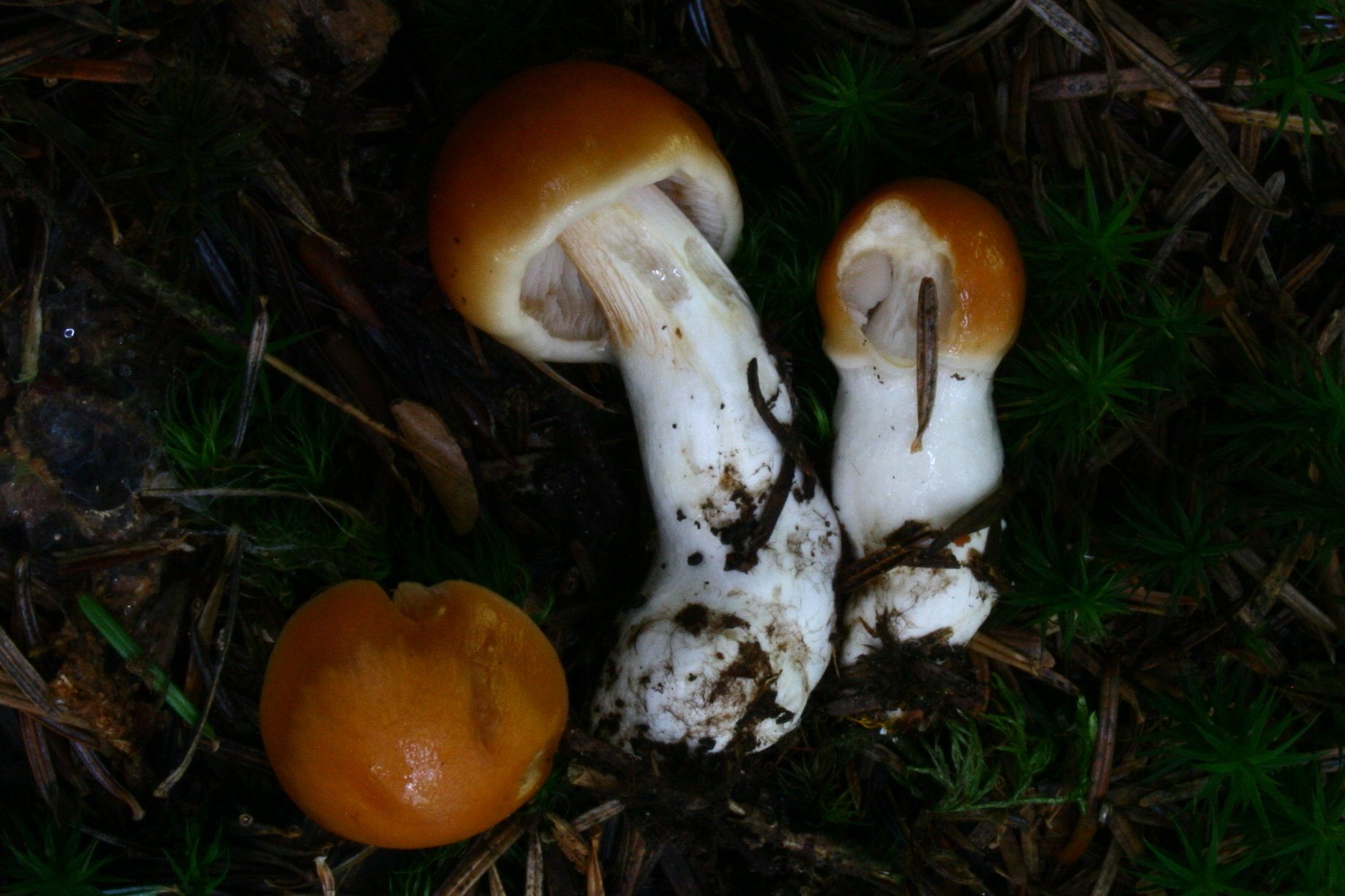
!Cortinarius vibratilis!

## Valorificare
Datorită apariției dese, ciuperca este mult culeasă, deși de calitate culinară mediocră. Dați atenție pentru că specia poate fi confundată cu letalul Cortinarius meinhardii. Mai departe, specia acumulează cu predilecție mercur, fiind astfel aproape mereu mai mult sau mai puțin împovărată cu acest metal toxic.